# Wuthering Waves
Wuthering Waves je free-to-play akční hra na hrdiny vyvinutá a vydaná společností Kuro Games. Hra vyšla 22. května 2024 pro Windows, Android a iOS.

## Hratelnost
Hra se odehrává v otevřeném světě. Hráč ovládá postavu Rovera a naverbované spojence zvané Resonators, kteří jsou rozděleni do čtyřhvězdičkových a pětihvězdičkových rarit. Hra obsahuje režimy, v nichž lze postavy využít v řadě bojových výzev.
Bojový systém hry obsahuje dovednosti Intro a Outro. Dovednosti Intro se spouštějí, když postavy vstoupí do boje, a dovednosti Outro se spouštějí, když postavy boj opustí. Obě dovednosti se spouštějí při výměně postav.
Hra obsahuje systém gača, který umožňuje hráči získat bonusové předměty.
Postavy se mohou vybavit „ozvěnami“, které jim propůjčují dovednosti, jež na krátkou dobu přivolávají nebo mění postavy v nestvůry.

## Děj
Wuthering Waves se odehrává ve futuristickém postapokalyptickém světě, kde katastrofa zvaná Lament vyhubila většinu lidstva a způsobila, že se objevily neznámé bytosti a monstra, kterým se říká Tacet Discords. Lidstvo se hrozbě přizpůsobilo a postupem času znovu vybudovalo civilizaci. Příběh sleduje Rovera, muže s amnézií, který se probudil z hlubokého spánku a vydal se prozkoumat nový svět.

## Vývoj
Hra Wuthering Waves byla oznámena 23. května 2022 na sociálních sítích společnosti Kuro Games. Pro iOS byla hra oznámena 25. března 2024.
Hra prošla dvěma uzavřenými beta verzemi, přičemž druhá skončila v březnu 2024. Po první uzavřené beta verzi byl příběh z velké části přepracován v reakci na zpětnou vazbu hráčů, kteří se v něm cítili „nepohodlně“.
Dne 29. března 2024 bylo oznámeno, že hra vyjde koncem května na iOS, Android a Windows prostřednictvím obchodu Epic Games Store. V květnu 2024 bylo oznámeno, že hra bude v budoucnu dostupná i prostřednictvím Mac App Store.

## Přijetí
Wuthering Waves měla více než 30 milionů předregistrovaných uživatelů z více než 100 regionů a zpočátku se setkala se smíšeným přijetím s některými pozitivními ohlasy. Zatímco někteří hráči poukazovali na některé problémy při spuštění hry, jiní hru chválili s tím, že má „nejlepší hratelnost“ mezi hrami gača. Během prvního týdne se stala nejstahovanější hrou ve 100 regionech. Někteří hráči se mohli dostat k nevydanému obsahu změnou časového posunu. Mezi problémy patřily chyby v animacích, například problémy s pohybem postav. Někteří hráči, kteří se pokusili hru spustit z obchodu Epic Games, se setkali s obrazovkou s nápisem „Fatal Error“, přičemž později byl zveřejněn návod, jak tento problém odstranit.
Dne 27. května 2024 vyšel patch 1.0.19, který se snažil chyby ve hře opravit, ale hráči zjistili, že patch odstranil ze hry veškerou hudbu. Později byl vydán návod, jak chybu opravit.
Navzdory bouřlivému uvedení na trh kritici i celá hráčská základna chválili Wuthering Waves za „osvěžující“ bojový systém, otevřený svět a pohybové mechanismy spolu s „odpouštějícím“ systémem gača.
Společnosti TouchLevel a DataEye se domnívají, že celkový design hry je srovnatelný s designem hry Genshin Impact a že hra Wuthering Waves se bude muset v dalších verzích od hry Genshin Impact odlišit. Gaming View se domnívá, že pro Wuthering Waves bude obtížné komerčně překonat Genshin Impact a že se pravděpodobně bude pohybovat na stejné úrovni jako Arknights a Goddess of Victory: Nikke.